# Shoreham, New York
Shoreham är en ort i Suffolk County i delstaten New York, USA.